# Alien Soldier
Alien Soldier is een computerspel ontwikkeld door Treasure en uitgegeven door Sega voor de Mega Drive. Het run and gun-spel is uitgekomen in Japan op 24 februari 1995 en in Europa en de VS in juni 1995.

## Plot
Het verhaal draait om een krachtig buitenaards wezen die wraak zweert, nadat hij ternauwernood een aanslag overleefde. Hij is vastbesloten om de daders aan te pakken en zijn planeet te redden.

## Ontvangst
| Recensiescore            | Recensiescore |
| Recensieverzamelaar      | Score         |
| ------------------------ | ------------- |
| GameRankings             | 82%           |
| Publicist                | Score         |
| Computer and Video Games | 8             |
| Eurogamer                | 8             |
| Famitsu                  | 24/40         |
| IGN                      | 8             |
| Mean Machines            | 8,5           |

Alien Soldier verscheen aan het einde van de levensduur van de Mega Drive. Men prees in recensies de uitdagingen in het spel en de gameplay. Ook was men positief over het grafische uiterlijk, de muziek en intensiteit van het spel. Enige kritiek was er op de hoge moeilijkheidsgraad, leercurve en de aparte gameplay.
Het spel werd opnieuw uitgebracht in 2003 voor de PlayStation 2 onder de bundeltitel Sega Ages 2500. Het verscheen ook voor de Wii Virtual Console en voor Steam.

## Trivia
- Het spel is opgenomen in het boek 1001 Video Games You Must Play Before You Die van Tony Mott.